# Unione Calcio AlbinoLeffe 2000-2001
Questa voce raccoglie le informazioni riguardanti l'Unione Calcio AlbinoLeffe nelle competizioni ufficiali della stagione 2000-2001.

## Stagione
In campionato la squadra seriana si piazza oin 13ª posizione. Maiglior marcatore in campionato è Araboni con 6 reti. A seguire Bifini e Maffioletti con 4 reti ciascuno; Groppi e Poloni; Sonzogni con 2 reti; Andreotti, Antonioli, Caputo e Garlini con una rete.
In Coppa Italia Serie C, i celesti vengono sorteggiati nel girone con Montichiari, Meda, Lumezzane e Südtirol-Alto Adige, finendo 3ª ed eliminata.

## Rosa
| N. |                   | Ruolo | Calciatore            |
| -- | ----------------- | ----- | --------------------- |
|    | Italia (bandiera) | P     | Paolo Acerbis         |
|    | Italia (bandiera) | P     | Mauro Rosin           |
|    | Italia (bandiera) | D     | Nicola Consoli        |
|    | Italia (bandiera) | D     | Simone Groppi         |
|    | Italia (bandiera) | D     | Ivanoe Lanzara        |
|    | Italia (bandiera) | D     | Roberto Remonti       |
|    | Italia (bandiera) | D     | Damiano Sonzogni      |
|    | Italia (bandiera) | D     | Marco Teani           |
|    | Italia (bandiera) | D     | Ruben Garlini         |
|    | Italia (bandiera) | C     | Marco Andreotti       |
|    | Italia (bandiera) | C     | Roberto Antonioli     |
|    | Italia (bandiera) | C     | Alessandro Brusaferri |

| N. |                   | Ruolo | Calciatore               |
| -- | ----------------- | ----- | ------------------------ |
|    | Italia (bandiera) | C     | Luciano Clara            |
|    | Italia (bandiera) | C     | Carmine Coppola          |
|    | Italia (bandiera) | C     | Giovanni Motta           |
|    | Italia (bandiera) | C     | Mirco Poloni             |
|    | Italia (bandiera) | C     | Stefano Salvatori        |
|    | Italia (bandiera) | C     | Pierangelo Zanini        |
|    | Italia (bandiera) | A     | Christian Araboni        |
|    | Italia (bandiera) | A     | Alessio Bifini           |
|    | Italia (bandiera) | A     | Massimiliano Caputo      |
|    | Italia (bandiera) | A     | Massimiliano Maffioletti |
|    | Italia (bandiera) | A     | Roberto Pellegris        |

## Risultati

### Serie C1

#### Girone di andata
| 3 settembre 2000 1ª giornata | AlbinoLeffe | 0 – 0 | Alzano Virescit |  |

| 10 settembre 2000 2ª giornata | Reggiana | 1 – 2 | AlbinoLeffe |  |

| 17 settembre 2000 3ª giornata | AlbinoLeffe | 1 – 0 | Spezia |  |

| 24 settembre 2000 4ª giornata | Arezzo | 0 – 1 | AlbinoLeffe |  |

| 1º ottobre 2000 5ª giornata | Alessandria | 1 – 0 | AlbinoLeffe |  |

| 8 ottobre 2000 6ª giornata | AlbinoLeffe | 0 – 0 | Carrarese |  |

| 15 novembre 2000 7ª giornata | AlbinoLeffe | 2 – 1 | Cesena |  |

| 22 ottobre 2000 8ª giornata | Brescello | 1 – 1 | AlbinoLeffe |  |

| 29 ottobre 2000 9ª giornata | AlbinoLeffe | 0 – 0 | Pisa |  |

| 5 novembre 2000 10ª giornata | Lumezzane | 2 – 2 | AlbinoLeffe |  |

| 19 novembre 2000 11ª giornata | AlbinoLeffe | 1 – 1 | SPAL |  |

| 26 novembre 2000 12ª giornata | Lecco | 0 – 0 | AlbinoLeffe |  |

| 3 dicembre 2000 13ª giornata | AlbinoLeffe | 0 – 0 | Modena |  |

| 10 dicembre 2000 14ª giornata | Varese | 1 – 0 | AlbinoLeffe |  |

| 17 dicembre 2000 15ª giornata | AlbinoLeffe | 0 – 0 | Como |  |

| 23 dicembre 2000 16ª giornata | Lucchese | 0 – 0 | AlbinoLeffe |  |

| 7 gennaio 2001 17ª giornata | AlbinoLeffe | 1 – 1 | Livorno |  |

#### Girone di ritorno
| 14 gennaio 2001 18ª giornata | Alzano Virescit | 1 – 2 | AlbinoLeffe |  |

| 21 gennaio 2001 19ª giornata | AlbinoLeffe | 0 – 2 | Reggiana |  |

| 28 gennaio 2001 20ª giornata | Spezia | 1 – 0 | AlbinoLeffe |  |

| 4 febbraio 2001 21ª giornata | AlbinoLeffe | 0 – 0 | Arezzo |  |

| 11 febbraio 2001 22ª giornata | AlbinoLeffe | 1 – 1 | Alessandria |  |

| 18 febbraio 2001 23ª giornata | Carrarese | 1 – 1 | AlbinoLeffe |  |

| 25 febbraio 2001 24ª giornata | Cesena | 2 – 2 | AlbinoLeffe |  |

| 4 marzo 2001 25ª giornata | AlbinoLeffe | 0 – 1 | Brescello |  |

| 11 marzo 2001 26ª giornata | Pisa | 1 – 1 | AlbinoLeffe |  |

| 18 marzo 2001 27ª giornata | AlbinoLeffe | 1 – 1 | Lumezzane |  |

| 25 marzo 2001 28ª giornata | SPAL | 2 – 1 | AlbinoLeffe |  |

| 8 aprile 2001 29ª giornata | AlbinoLeffe | 4 – 1 | Lecco |  |

| 14 aprile 2001 30ª giornata | Modena | 2 – 0 | AlbinoLeffe |  |

| 22 aprile 2001 31ª giornata | AlbinoLeffe | 1 – 2 | Varese |  |

| 29 aprile 2001 32ª giornata | Como | 4 – 1 | AlbinoLeffe |  |

| 6 maggio 2001 33ª giornata | AlbinoLeffe | 1 – 0 | Lucchese |  |

| 13 maggio 2001 34ª giornata | Livorno | 0 – 0 | AlbinoLeffe |  |

### Coppa Italia Serie C

#### Fase eliminatoria a gironi
| Leffe 17 agosto 2000, ore 17:00 CEST 1ª giornata | AlbinoLeffe       | 1 – 2 | Montichiari | Stadio Carlo Martinelli\| Arbitro: \| Tonolini (Milano) \| |
| Arbitro:                                         | Tonolini (Milano) |       |             |                                                            |

| Meda 20 agosto 2000, ore 20:30 CEST 2ª giornata | Meda             | 0 – 1 | AlbinoLeffe | Stadio Città di Meda\| Arbitro: \| Rocchi (Orvieto) \| |
| Arbitro:                                        | Rocchi (Orvieto) |       |             |                                                        |

| Leffe 23 agosto 2000, ore 17:00 CEST 3ª giornata | AlbinoLeffe         | 0 – 3 | Südtirol-Alto Adige | Stadio Carlo Martinelli\| Arbitro: \| Carrer (Conegliano) \| |
| Arbitro:                                         | Carrer (Conegliano) |       |                     |                                                              |

| Lumezzane 27 agosto 2000, ore 17:00 CEST 4ª giornata | Lumezzane           | 0 – 1 | AlbinoLeffe | Stadio Tullio Saleri\| Arbitro: \| Benedetti (Vicenza) \| |
| Arbitro:                                             | Benedetti (Vicenza) |       |             |                                                           |

## Statistiche

### Statistiche di squadra
| Competizione         | Punti | In casa | In casa | In casa | In casa | In casa | In casa | In trasferta | In trasferta | In trasferta | In trasferta | In trasferta | In trasferta | Totale | Totale | Totale | Totale | Totale | Totale | DR |
| Competizione         | Punti | G       | V       | N       | P       | Gf      | Gs      | G            | V            | N            | P            | Gf           | Gs           | G      | V      | N      | P      | Gf     | Gs     | DR |
| -------------------- | ----- | ------- | ------- | ------- | ------- | ------- | ------- | ------------ | ------------ | ------------ | ------------ | ------------ | ------------ | ------ | ------ | ------ | ------ | ------ | ------ | -- |
| Serie C1             | 39    | 17      | 4       | 10      | 3       | 13      | 11      | 17           | 3            | 8            | 6            | 14           | 16           | 34     | 7      | 18     | 9      | 27     | 31     | -4 |
| Coppa Italia Serie C | 6     | 2       | 0       | 0       | 2       | 1       | 5       | 2            | 2            | 0            | 0            | 2            | 0            | 4      | 2      | 0      | 2      | 3      | 5      | -2 |
| Totale               | -     | 19      | 4       | 10      | 5       | 14      | 16      | 19           | 5            | 8            | 6            | 16           | 16           | 38     | 9      | 18     | 11     | 30     | 36     | -6 |